# Чинкве, Винченцо
Винченцо Чинкве (итал. Vincenzo Cinque; 1852 — 1929, Неаполь) — итальянский скульптор, профессор Академии изящных искусств в Неаполе.
Родившийся в Неаполе, Винченцо Чинкве специализировался в бронзовой скульптуре, особенно в создании небольших бюстов, изображающих популярных личностей.

## Биография
Винченцо Чинкве, родившийся в Неаполе и окончивший Неаполитанскую академию изящных искусств, был самоучкой и, во многом, не придерживался академических канонов. Обучаясь рисованию на улочках исторического центра Неаполя, он проявил свою непримиримость к устаревшим стандартам.
Он считается одним из отцов неаполитанской скульптуры XX века, которая заняла свое место в мировой истории и теперь предлагается на аукционах по всему миру. Винченцо Чинкве, классический скульптор, специализировался на создании маленьких бронзовых бюстов, изображающих популярные темы и “детей”, при этом всегда оставаясь верным реализму.

## Выставки
Винченцо Чинкве активно участвовал во многих выставках как в Италии, так и за рубежом, особенно в период с 1900 по 1929 год.
- Società Promotrice di Belle Arti Неаполя, Неаполь, 1910.
- Reale Accademia di disegno, Accademia di belle arti Неаполя, 1929.
- Sindacato di belle arti della Campania, Неаполь, 1929 г.

## Работа
- Ло Скуниццо, бронза
- Женский бюст, бронза
- Лежащая обнаженная женщина, бронза
- Мальчик-рыбак, бронза

## Внешние ссылки
- Vincenzo Cinque, Monte Carlo, HVMC, société de vente aux enchères internationale de Monte Carlo, 10, 12 Quai Antoine 1er 98000 Monaco, Principauté de Monaco